# 大阪公立大學
大阪公立大學（日语：／*/?）簡稱公大或OMU，是一所位於日本大阪府的公立大學。由大阪府立大學、大阪市立大學於2022年4月合併成立，設有11個學院和15個研究科，學生總數約16,000人。

## 歷史
隨著大阪都構想的推進，大阪府立大學與大阪市立大學兩校提出合併計畫，於2015年2月共同提出了『「新・公立大学」大阪模型（基本構想）』，並於2022年合併為大阪公立大學。

## 校區

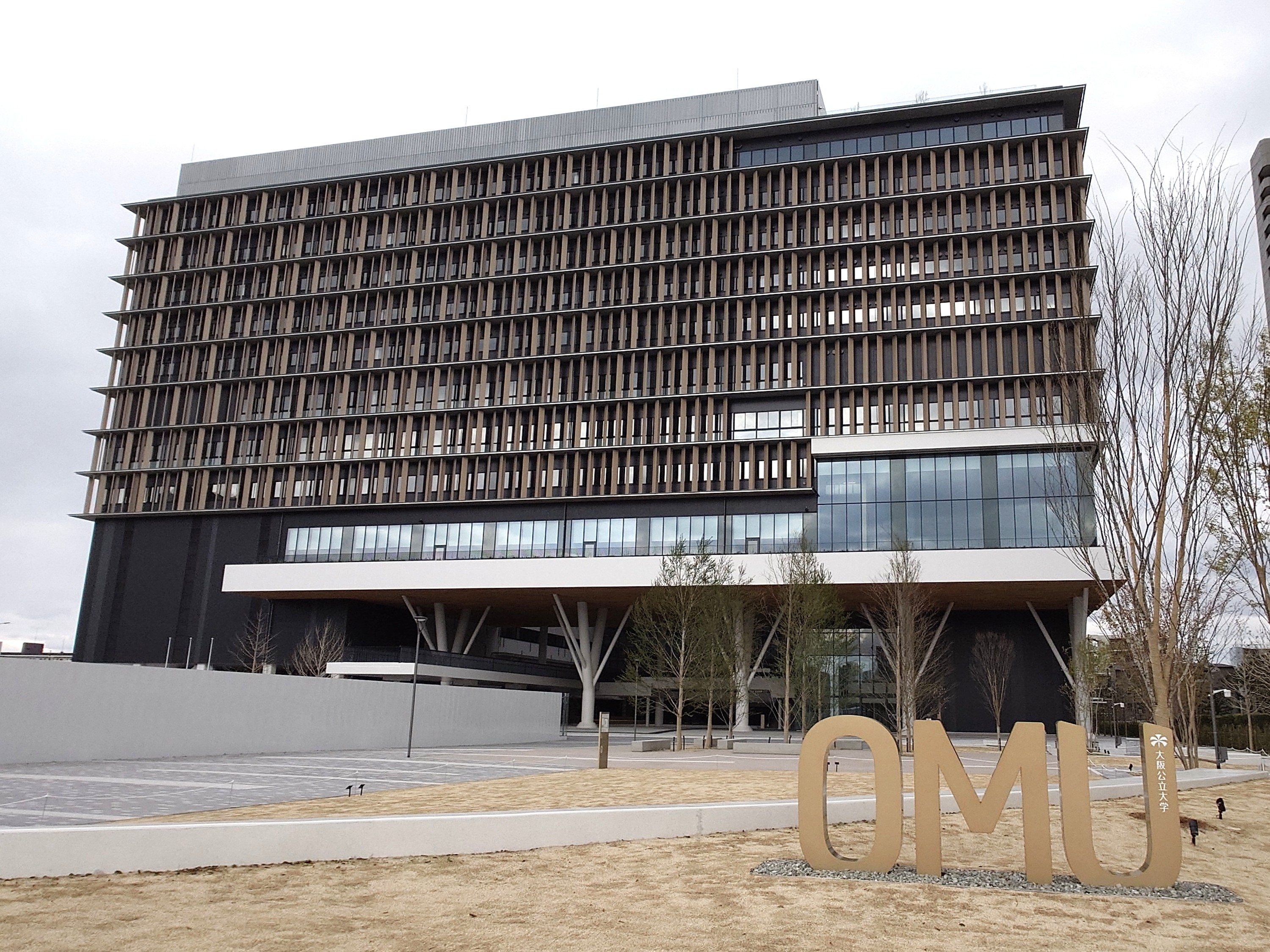
建設中的大阪公立大學森之宮主校區

大阪公立大學在大阪市內擁有7個校區。大阪公立大學預計將於2025年在大阪市中央區森之宮設立新主校區。
- 森之宮主校區（2025年完工）
- 中百舌鳥校區
- 羽曳野校區
- 臨空校區
- 杉本校區
- 阿倍野校區
- 梅田衛星校區

## 知名校友與教授

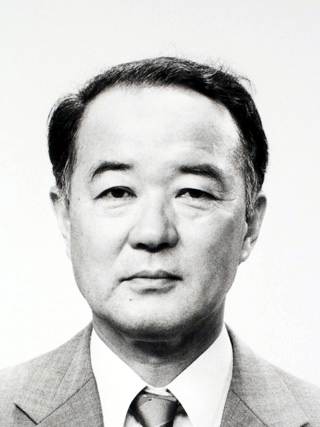
西島和彥，物理學家，原市大教授，1960～61年諾貝爾物理學獎候選人
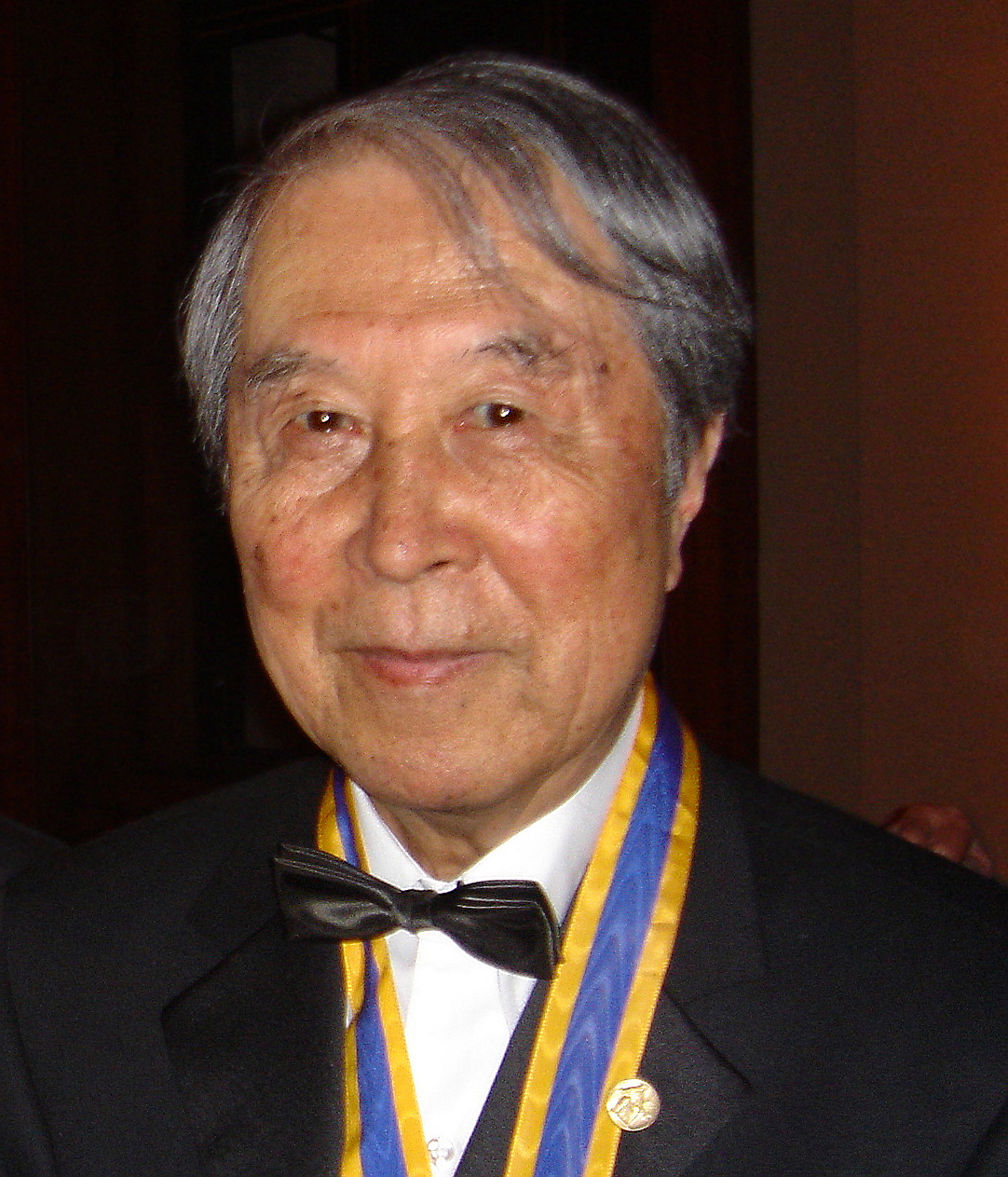
南部陽一郎，物理學家，原市大教授，2008年諾貝爾物理學獎得主
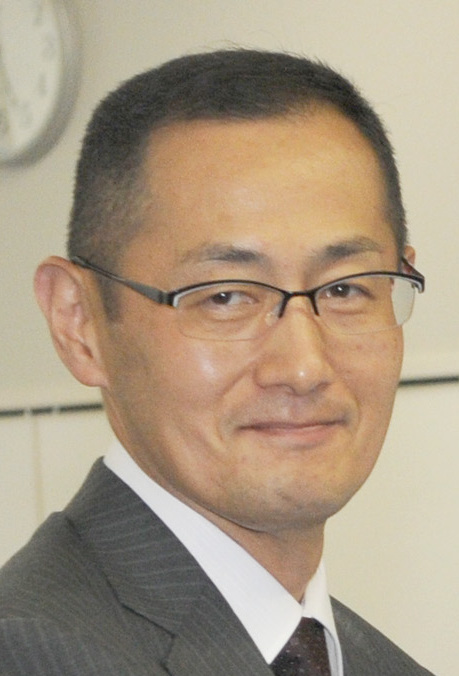
山中伸彌，幹細胞學者，原市大博士校友，2012年諾貝爾生理學或醫學獎得主
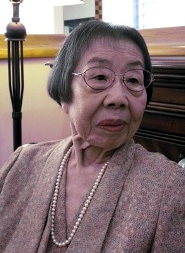
河野多惠子，原府大校友，日本知名女作家
東野圭吾，原府大校友，日本知名推理作家

## 英語校名問題
2020年6月，公立大学法人大阪宣佈「大阪公立大學」英語校名擬為「University of Osaka」。惟國際上已多年通用「University of Osaka」與「Osaka University」指稱大阪大學，大阪公立大學此舉形同專利流氓，易生混淆。
2021年3月，因輿論壓力與形象惡化，大阪公立大學退讓原主張，改擬英語校名「Osaka Metropolitan University」。

## 外部連結
- 大阪公立大学 （页面存档备份，存于）
- 公立大学法人大阪 （页面存档备份，存于）